# A Pastoriza
A Pastoriza és un municipi de la província de Lugo a Galícia. Pertany a la comarca de la Terra Chá.

## Història
Es conserven a la zona diversos poblats de la cultura dels castros, però no hi ha pràcticament cap resta de presència romana i sueva.
El Parochiale suevorum parla de la diòcesi de Britonia, assentada a la plana al sud d'A Pastoriza i Mondoñedo. Després de la invasió musulmana de la península Ibèrica, la població i la noblesa es van retirar cap al nord, fundant la diòcesi de Mondoñedo i la cort d'Oviedo. En els segles posteriors la zona estava aforada pel cabil de Mondoñedo i els monestirs de Meira i Lourenzá.
El 1821 es va constituir el municipi amb el nom de Vián, que l'any 1840 es substituiria per l'actual A Pastoriza.

## Parròquies
| - A Aguarda (San Martiño) - Álvare (Santa María) - Baltar (San Pedro Fiz) - Bretoña (Santa María) - Cadavedo (San Bartolomeu) - Crecente (O Salvador) - Fomiñá (O Salvador) - Gueimonde (San Mamede) - Lagoa (San Xoán) - Loboso (Santo André) | - Pastoriza (O Salvador) - Pousada (Santa Catarina) - A Regueira (San Vicente) - Reigosa (Santiago) - Saldanxe (San Miguel) - San Cosme de Piñeiro (San Cosme) - San Martiño de Corvelle (San Martiño) - Úbeda (San Xoán) - Vián (Santa María) |